# Samolotem naokoło świata
Samolotem naokoło świata. Podróż fantastyczna (także Samolotem dookoła świata. Powieść dla młodzieży) – powieść przygodowa dla młodzieży Władysława Umińskiego z 1909 roku (w odcinkach; wydanie książkowe z 1911 roku).
Umińskiemu przypisuje się ukucie polskiego słowa „samolot”, którego użył po raz pierwszy właśnie w powieści Samolotem naokoło świata.
Fabuła opowiadania dotyczy podróży samolotem dookoła ziemi.

## Historia wydań
Powieść była opublikowana w odcinkach w ilustrowanym magazynie Przyjaciel Dzieci w latach 1909-1910 (nr 2–52 z 1909 roku i nr 1–53 z kolejnego roku), a następnie wydana jako książka w 1911 r.  w wydawnictwie Michała Arcta. Kolejne wydania miały miejsce w latach 1926 i 1956.

## Fabuła
Fabuła opowiadania dotyczy podróży dookoła ziemi przez pięć osób, w samolocie mogącym osiągnąć pułap 10km i szybkość do 540 km na godzinę. Bohaterowie pokonują trasę Chicago – Cieśnina Beringa – Chiny – Tybet (Lhassa, gdzie spotykają Dalaj-Lamę), Himalaje (z lądowaniem na szczycie Mount Everestu), a później przez Europę i Atlantyk wracają do Chicago. W książce występuje też wątek romantyczny.

## Analiza
Jak inne utwory Umińskiego, książka ta uważana jest za inspirowaną twórczością Julesa Verne'a (tu: W osiemdziesiąt dni dookoła świata, powieść Verne'a z 1872 roku o podróży dookoła świata).
Tematyka lotnicza odzwierciedla też fascynację Umińskiego tematami lotniczymi. 
Z powodu przedstawienia zaawansowanego modelu samolotu powieść można zaliczyć też do gatunku science fiction, aczkolwiek jak w większości twórczości Umińskiego, przedstawione tam wynalazki można określić jako stosunkowo „ostrożne” i  „umiarkowane fantazjowanie”.
W 1973 roku Krystyna Kuliczkowska zauważyła, że w powieści tej autor „jest entuzjastą amerykańskiej cywilizacji”..

## Odbiór
W 1929 książkę zrecenzowała Komisja Oceny Książek do Czytania dla Młodzieży Szkolnej. pisząc, że bohaterowie książki prezentują pewne etyczne postawy (pracowitość, wynalazczość, odwaga) ale brakuje „głębszych pobudek moralnych” czy ideałów; bohaterowie powieści są „ludźmi sympatycznymi i uczciwymi, ale idą tylko za sławą, lub zainteresowaniami sportowymi”, podsumowując, że „Główną zaletą książki jest, iż napisana żywo wątpliwie interesowała czytelników”. Książkę określono jako „dozwoloną” dla dzieci w wieku 11–15 lat.
Pedagog Łukasz Kurdybacha w swojej  Historii wychowania z 1968 pozytywnie wyraził się o tej książce, zauważając, że jest to ceniona pozycja krajoznawcza, wznawiana „do czasów dzisiejszych”.